# Lemerje
Lemerje – wieś w Słowenii, w gminie Puconci. W 2018 roku liczyła 284 mieszkańców.